# Euroscar Award

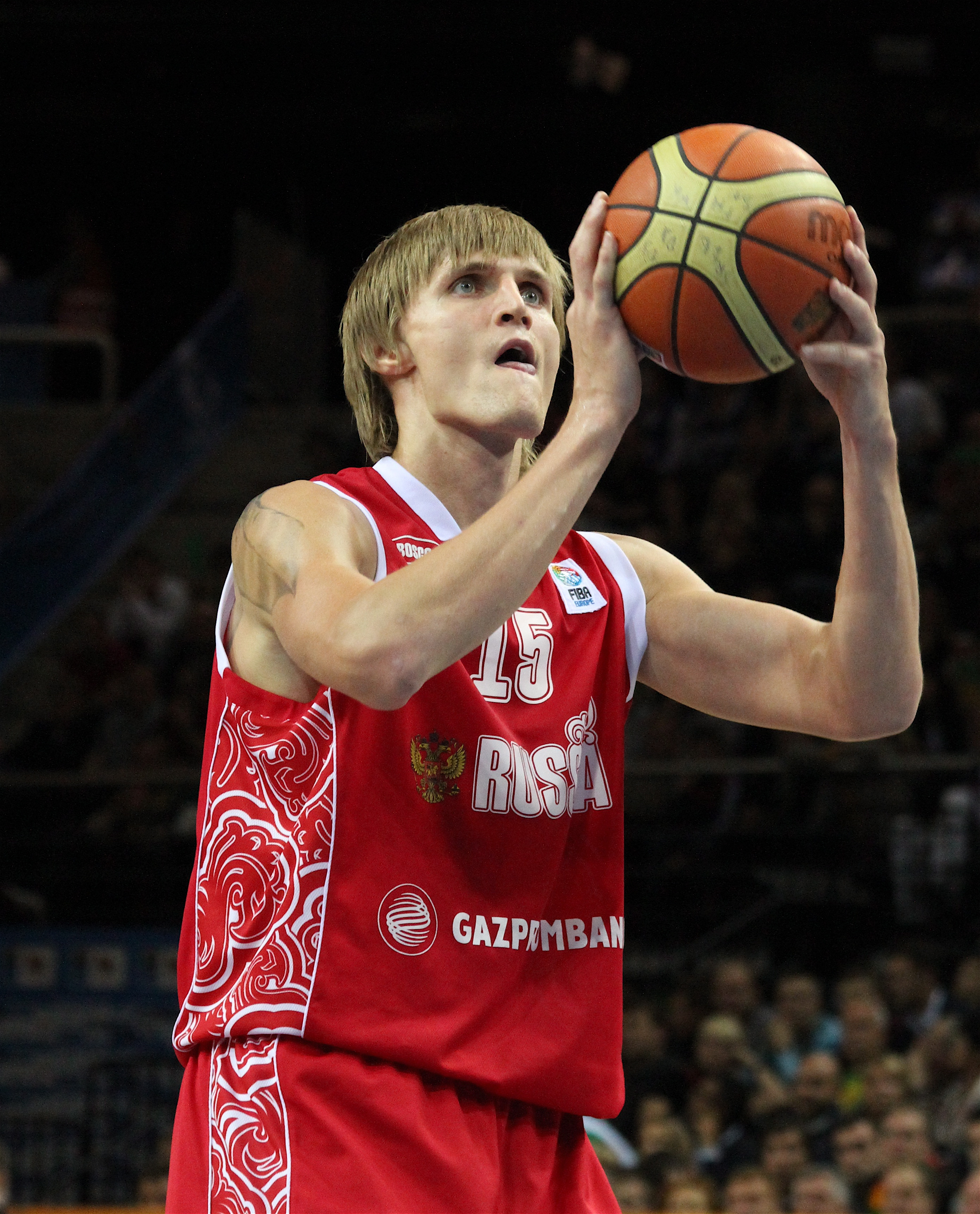
Andreï Kirilenko, titulaire du trophée en 2012

Le trophée Euroscar est un trophée de basket-ball, créé en 1979. Il est attribué par un comité composé de joueurs, d'entraîneurs et de journalistes issus de 14 pays différents. Le trophée est attribué par le quotidien La Gazzetta dello Sport. Le vainqueur est un joueur de basket-ball Européen ayant réussi les meilleures performances avec son club et sa sélection nationale au cours de la saison sportive. Tous les joueurs européens sont éligibles à ce trophée, quel que soit le lieu où ils évoluent, y compris pour les joueurs NBA.
Le pivot lituanien Arvydas Sabonis et l'Allemand Dirk Nowitzki sont les joueurs les plus titrés, avec six trophées remportés, dont cinq consécutifs entre 2002 et 2006 pour Nowitzki. L'ailier croate Toni Kukoč suit avec cinq titres.

## Palmarès
| Année | Vainqueur             | Pays                | Club(s)                                       |
| ----- | --------------------- | ------------------- | --------------------------------------------- |
| 1979  | Vladimir Tkatchenko   | Union soviétique    | Stroitel Kiev                                 |
| 1980  | Dražen Dalipagić      | Yougoslavie         | Partizan Belgrade                             |
| 1981  | Dragan Kićanović      | Yougoslavie         | Partizan Belgrade et Scavolini Pesaro         |
| 1982  | Dragan Kićanović      | Yougoslavie         | Scavolini Pesaro                              |
| 1983  | Dino Meneghin         | Italie              | Olimpia Milano                                |
| 1984  | Arvydas Sabonis       | Union soviétique    | Žalgiris Kaunas                               |
| 1985  | Arvydas Sabonis       | Union soviétique    | Žalgiris Kaunas                               |
| 1986  | Dražen Petrović       | Yougoslavie         | Cibona Zagreb                                 |
| 1987  | Nikos Galis           | Grèce États-Unis    | Aris Salonique                                |
| 1988  | Arvydas Sabonis       | Union soviétique    | Žalgiris Kaunas                               |
| 1989  | Dražen Petrović       | Yougoslavie         | Real Madrid et Portland Trail Blazers         |
| 1990  | Toni Kukoč            | Yougoslavie         | KK Split                                      |
| 1991  | Toni Kukoč            | Yougoslavie Croatie | KK Split et Benetton Treviso                  |
| 1992  | Dražen Petrović       | Croatie             | Nets du New Jersey                            |
| 1993  | Dražen Petrović       | Croatie             | Nets du New Jersey                            |
| 1994  | Toni Kukoč            | Croatie             | Bulls de Chicago                              |
| 1995  | Arvydas Sabonis       | Lituanie            | Real Madrid et Trail Blazers de Portland      |
| 1996  | Toni Kukoč            | Croatie             | Bulls de Chicago                              |
| 1997  | Arvydas Sabonis       | Lituanie            | Trail Blazers de Portland                     |
| 1998  | Toni Kukoč            | Croatie             | Bulls de Chicago                              |
| 1999  | Arvydas Sabonis       | Lituanie            | Trail Blazers de Portland                     |
| 2000  | Gregor Fučka          | Italie              | Fortitudo Bologna                             |
| 2001  | Peja Stojaković       | Serbie              | Kings de Sacramento                           |
| 2002  | Dirk Nowitzki         | Allemagne           | Mavericks de Dallas                           |
| 2003  | Dirk Nowitzki         | Allemagne           | Mavericks de Dallas                           |
| 2004  | Dirk Nowitzki         | Allemagne           | Mavericks de Dallas                           |
| 2005  | Dirk Nowitzki         | Allemagne           | Mavericks de Dallas                           |
| 2006  | Dirk Nowitzki         | Allemagne           | Mavericks de Dallas                           |
| 2007  | Tony Parker           | France              | Spurs de San Antonio                          |
| 2008  | Pau Gasol             | Espagne             | Grizzlies de Memphis et Lakers de Los Angeles |
| 2009  | Pau Gasol             | Espagne             | Lakers de Los Angeles                         |
| 2010  | Pau Gasol             | Espagne             | Lakers de Los Angeles                         |
| 2011  | Dirk Nowitzki         | Allemagne           | Mavericks de Dallas                           |
| 2012  | Andreï Kirilenko      | Russie              | CSKA Moscou Timberwolves du Minnesota         |
| 2013  | Tony Parker           | France              | Spurs de San Antonio                          |
| 2014  | Marc Gasol            | Espagne             | Grizzlies de Memphis                          |
| 2015  | Pau Gasol             | Espagne             | Bulls de Chicago                              |
| 2016  | Miloš Teodosić        | Serbie              | CSKA Moscou                                   |
| 2017  | Goran Dragić          | Slovénie            | Heat de Miami                                 |
| 2018  | Giannis Antetokounmpo | Grèce               | Bucks de Milwaukee                            |
| 2019  | Luka Dončić           | Slovénie            | Mavericks de Dallas                           |